# Pokljuka

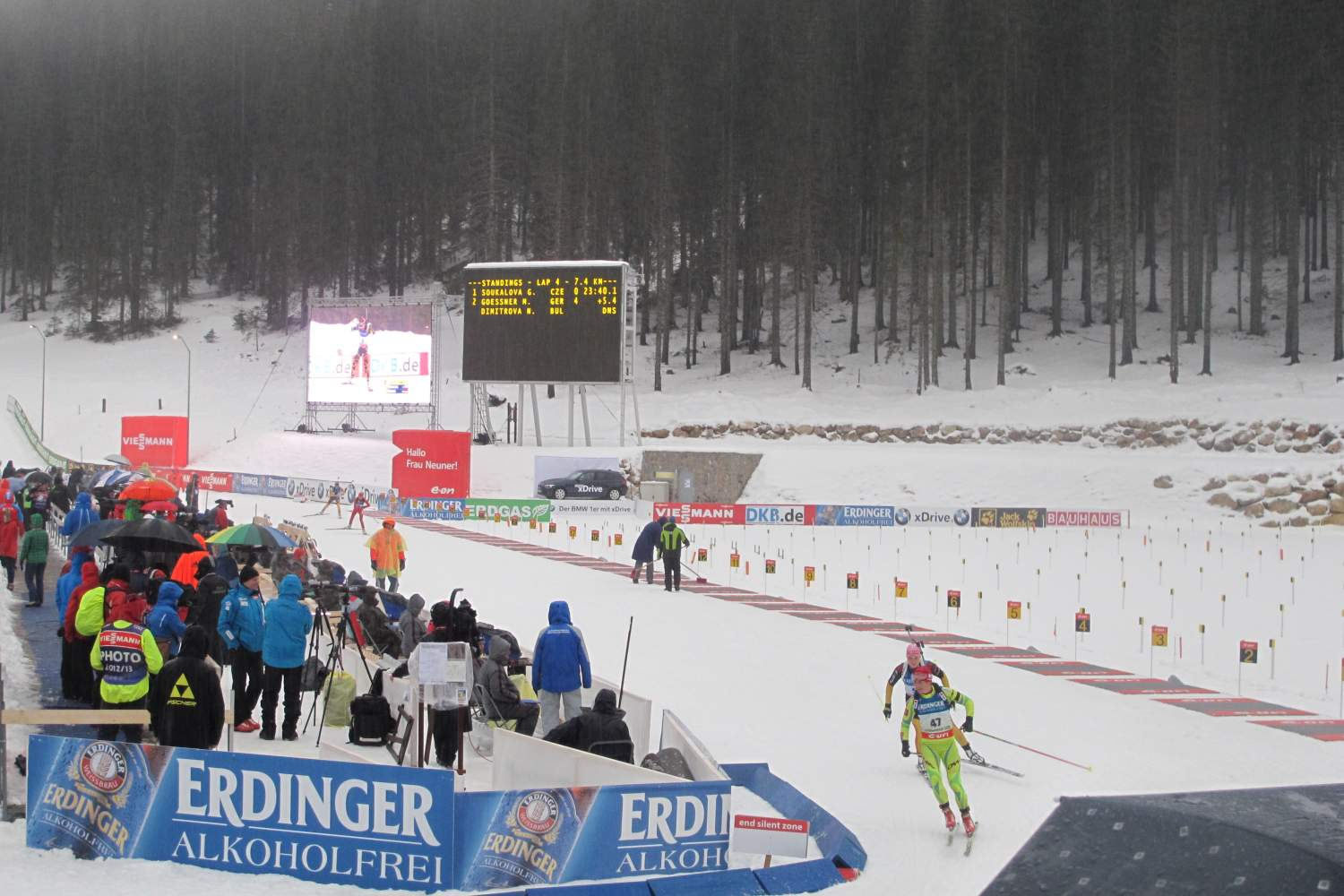
Världscupdeltävling i skidskytte i december 2012

Pokljuka är en skogsplatå i nordvästra Slovenien, belägen cirka 15 kilometer väst om staden Bled (25 kilometer med bilen). Om vintrarna är stället en populär plats för längdskidåkning och skidskytte och här brukar årligen världscupdeltävlingar i skidskytte arrangeras.

### Fotnoter
1. ↑  ”Pokljuka” (på engelska). Bleds kommun. http://www.bled.si/en/what-to-see/natural-sights/plateaus/pokljuka. Läst 8 juli 2016.